# Caloplaca
Die Gattung Caloplaca umfasst weltweit etwa 500 Arten von Krustenflechten.
In Mitteleuropa kommen etwa 100, davon in Deutschland etwa 75, Arten vor.
Viele Arten sind durch einen Mangel an eindeutigen Merkmalen noch ungenügend bekannt und noch nicht sicher bestimmbar.
Die Arten besiedeln Silikatgestein, Kalk (teilweise auch endolithisch) und basenreiche Borken. Aber auch Moose und Pflanzenreste werden besiedelt. Sie sind bis ins Hochgebirge verbreitet.
Kennzeichnend ist der Bau der Sporen. Diese sind polar-2-zellig (außer Caloplaca ochracea bis zu 4-zellig) und rhombisch, ellipsoid bis länglich.
Ein Großteil der auf Gestein vorkommenden Arten verträgt sehr gut Trockenheit.
Im Zuge einer umfangreichen phylogenetischen Untersuchung der Familie Teloschistaceae unter Einbezug von Markern der rRNA erfolgte 2013 eine Aufteilung der umfangreichen und heterogenen Gattung Caloplaca, wonach zahlreiche Arten von Caloplaca nunmehr neuen Gattungen (Bsp. Variospora) zugeschlagen werden, z. B. Variospora flavescens.

## Arten (Auswahl)
- Caloplaca ammiospila (Wahlenb.) Oliv.
- Caloplaca aurantia (Pers.) Hellb.
- Caloplaca cerina (Hedw.) Th. Fr.
  - Caloplaca cerina var. muscorum (A. Massal.) Jatta
- Caloplaca chlorina (Flot.) H. Olivier
- Caloplaca erythrocarpa (Pers.) Zwackh
- Caloplaca flavorubescens (Hudson) Laundon
- Caloplaca holocarpa (Hoffm. ex Ach.) Wade
- Caloplaca lactea (A. Massal.) Zahlbr.
- Caloplaca obamae K.Knudsen
- Caloplaca ochracea (Schaer.) Flagey

## Namensgeberin
- Die Gattung ist Namensgeberin für die Caloplaca Cove, eine Bucht der Insel Signy Island im Archipel der Südlichen Orkneyinseln, und für die Caloplaca Hills, eine Hügelgruppe im westantarktischen Marie-Byrd-Land. Beide Benennungen erfolgten aufgrund der Verbreitung entsprechender Flechten an diesen Orten.

## Einzelnachweis
1. ↑  Ulf Arup, Ulrik Søchting, Patrik Frödén: A new taxonomy of the family Teloschistaceae. Nordic Journal of Botany 31 (1), S. 16–83, pdf